# هامارکند
هامارکند (به ترکی آذربایجانی: Hamarkənd) یک منطقهٔ مسکونی در جمهوری آذربایجان است که در شهرستان یاردیملی واقع شده‌است. هامارکند ۷۲۲ نفر جمعیت دارد.